# Prélude à l'après-midi d'un faune
Il Prélude à l'après-midi d'un faune (Preludio al pomeriggio di un fauno) è un poema sinfonico di Claude Debussy scritto fra il 1891 e il 1894, ispirato al poema di Stéphane Mallarmé Il pomeriggio di un fauno del 1876. Il brano è considerato uno dei capolavori dell'impressionismo musicale.

## Genesi
Il poeta André-Ferdinand Hérold, legato al movimento simbolista, aveva fatto conoscere a Mallarmé i Cinq poèmes de Baudelaire che Debussy aveva scritto fra il 1887 e il 1889. Colpito dalla novità e dalla bellezza di quella musica, Mallarmé pensò di chiedere al compositore una collaborazione per la messa in scena del suo Après-midi d'un faune. L'idea del giovane drammaturgo Paul Fort, incaricato della realizzazione, era quella di creare uno spettacolo teatrale, con un'introduzione musicale, che sarebbe dovuto andare in scena il 27 febbraio 1891. Il progetto piaceva molto a Mallarmé che, grazie all'amico comune Hérold, alla fine del 1890 incontrò Debussy. Lo spettacolo venne però rinviato quindici giorni prima del debutto per poi essere annullato. I motivi non sono chiari, probabilmente Debussy non aveva ancora scritto gran parte della musica che, nelle sue intenzioni, avrebbe dovuto avere una forma di trittico: Prélude, Interlude et Paraphrase finale sur l'Après-midi d'un faune.
Successivamente il musicista riprese il lavoro, ma si limitò a terminare il Prélude, cesellandolo al pianoforte. Il compositore Raymond Bonheur, che ascoltò una delle prime versioni del lavoro, scrisse: "mi ricorderò sempre la sensazione di stupore che provai quando mi mostrò, al suo primo stadio, questo Après-midi d'un faune, raggiante di luce, bruciante di tutto l'ardore dell'estate... L'ho ascoltato spesso in seguito, ma quei pochi minuti nessuna esecuzione, per quanto perfetta, è mai riuscita a farmeli dimenticare".
Tra il 1892 e il 1893 il musicista fece ascoltare, in più occasioni, la composizione al pianoforte ad amici e conoscenti, incluso lo stesso Mallarmé, per ottenere consigli e prendere atto dell'effetto suscitato dalla sua musica. Una volta terminata l'orchestrazione, la versione definitiva del Prélude fu eseguita pubblicamente il 22 dicembre 1894 nella sala d'Harcourt della Société Nationale de Musique di Parigi con la direzione di Gustave Doret, per essere poi replicata la sera successiva.
Il successo della prima fu tale che si dovette concedere il bis. La critica fu disorientata dalla novità, ma nel tempo il Prélude à l'après-midi d'un faune divenne la più celebre e la più eseguita tra le composizioni orchestrali di Debussy.
Riguardo all'importanza e all'influenza avuta da questa composizione Pierre Boulez ha scritto: "come la poesia moderna ha sicuramente le sue radici in certi poemi di Baudelaire, si può dire con fondatezza che la musica moderna si sveglia nell'Après-midi d'un faune".
Nel 1912 l'impresario dei Balletti Russi, Sergej Djagilev, decise di utilizzare questa sua composizione per un balletto affidandone la coreografia a Vaclav Nižinskij. Debussy venne a conoscenza dell'intenzione solo in un secondo tempo e si mostrò molto inquieto. Nacque così L'Après-midi d'un faune, interpretato dal grande ballerino alla sua prima esperienza come coreografo.

## Soggetto
La musica descrive le fantasie diurne di un fauno che, appena svegliato dal sonnellino pomeridiano, in un paesaggio bucolico, si diletta a suonare il flauto e ha un incontro amoroso con alcune ninfe. Di nuovo solo, il fauno riprende la sua melodia e cade ancora in un sonno beato.

## La musica
La partitura del Prélude è molto lineare; sotto il profilo tematico la composizione segue una forma tripartita abbozzata. Contiene due temi, un elemento tematico di raccordo e una variazione del primo tema. I metri utilizzati sono vari, ma predominano il 9/8, il 12/8 e il 6/8.
Il primo tema, affidato al flauto solo, è quello prevalente e caratterizza la figura del fauno, su cui sono proiettate le luci e le ombre dell'orchestra, secondo un'estetica di tipo impressionista. La melodia, arabeggiante, ha una linea sinuosa che richiama le decorazioni floreali. Il musicista definì in seguito questa sua scrittura "ondulante, cullante, ricca di linee curve".
 Debussy ricerca nuove possibilità armoniche sviluppando il tema iniziale utilizzando in prevalenza i fiati che hanno in tutto questo lavoro un ruolo preponderante; le suadenti sonorità dell'arpa e degli archi affiancano e completano la scrittura musicale. Ai legni è poi affidato il secondo tema, meno sfuggente del primo. La parte orchestrale prende un ampio respiro fino all'entrata del flauto che ripropone il tema principale con la sua sottile sensualità, in un disegno cromatico, discendente e ascendente, da eseguirsi in "piano" e, come specifica la partitura, "dolce ed espressivo".

## Organico
Tre flauti, due oboi, corno inglese, due clarinetti, due fagotti, quattro corni, due arpe, crotali, archi.

## Nella cultura di massa
- Preludio al pomeriggio di un fauno è il primo episodio animato del film a tecnica mista Allegro non troppo dell'artista italiano Bruno Bozzetto, l'episodio narra una parte della giornata di un vecchio fauno in un mondo idilliaco.